# Лопатин, Алексей Владимирович
Алексе́й Влади́мирович Лопа́тин (род. 8 мая 1971, Казань) — российский биолог, палеонтолог и организатор науки, академик РАН (2016). Директор Палеонтологического института им. А. А. Борисяка РАН (c 2016), заведующий кафедрой палеонтологии и профессор геологического факультета МГУ.
В 2015—2016 годах был заместителем руководителя ФАНО России и заместителем министра образования и науки России.

## Биография
Родился 8 мая 1971 года в городе Казань.
В 1993 году окончил Геологический факультет МГУ по специальности «геологическая съёмка, поиски и разведка» (кафедра палеонтологии), в 1996 году — аспирантуру МГУ по специальности «палеонтология и стратиграфия».
С 1996 года работает в Палеонтологическом институте РАН, с 2007 года — главный научный сотрудник. C 2006 по 2015 год работал заместителем директора по научной работе. С 2015 года — научный куратор Палеонтологического музея им. Ю. А. Орлова ПИН РАН.
Кандидат геолого-минералогических наук с 1997, доктор биологических наук с 2006 по специальности «Палеонтология и стратиграфия». 22 декабря 2011 года избран членом-корреспондентом РАН, 28 октября 2016 года — академиком РАН по специальности «Общая биология».
С февраля 2010 по февраль 2015 года — начальник Отдела биологических наук РАН — заместитель академика-секретаря Отделения биологических наук РАН по научно-организационной работе.
С февраля 2015 по август 2016 года — заместитель руководителя Федерального агентства научных организаций. Координировал деятельность по вопросам взаимодействия Агентства с Российской академией наук и научно-координационным советом, а также по вопросам международного сотрудничества.
С августа по ноябрь 2016 года — заместитель Министра образования и науки Российской Федерации. Отвечал за координацию работы и контроль деятельности министерства по вопросам инновационной деятельности в научно-технической сфере, приоритетных направлений науки и технологий, международной интеграции и сотрудничества в образовании и науке. Возглавлял российские делегации на министерских встречах и совещаниях в США, Индии, Китае, Польше.
С 27 декабря 2016 года — директор Палеонтологического института им. А. А. Борисяка РАН. С 2017 года также профессор кафедры палеонтологии геологического факультета МГУ и заведующий кафедрой палеонтологии и региональной геологии МГРИ. С 2019 года заведующий кафедрой палеонтологии геологического факультета МГУ. Главный редактор журналов «Природа» (с 2020) и «Известия высших учебных заведений. Геология и разведка» (с 2017 по 2022), член редакционных коллегий журналов «Палеонтологический журнал» (с 2005), «Russian Journal of Theriology» (с 2009), «Вестник Российской академии наук» (с 2018), «Доклады Российской aкадемии наук. Науки о Земле» (с 2019), «Стратиграфия. Геологическая корреляция» (с 2019), «Вестник Московского университета. Геология» (с 2020), а также Главной редакционной коллегии информационных изданий ВИНИТИ РАН (с 2021).
Председатель Ведомственной комиссии по оценке результативности деятельности научных организаций Минобрнауки России (c 2019), член Межведомственной комиссии по оценке результативности деятельности научных организаций (с 2016), Экспертного совета при Правительстве Российской Федерации (c 2015), Совета по государственной поддержке создания и развития научных центров мирового уровня, выполняющих исследования и разработки по приоритетам научно-технологического развития (c 2019), Экспертного совета по управлению в области высшего образования и науки при Комитете Государственной Думы Российской Федерации по образованию и науке (c 2016), Межведомственного совета по присуждению премий Правительства Российской Федерации в области науки и техники (c 2017), Высшей аттестационной комиссии при Минобрнауки России (с 2019, член президиума ВАК с 2022), Общественно-экспертного совета по национальному проекту «Наука и университеты» (с 2021), Межведомственного координационного совета по международному научному и научно-техническому сотрудничеству при президиуме РАН (с 2021), Научного совета РАН «История мировой культуры» (с 2021). Председатель Московской секции Центрального территориального совета директоров при Федеральном агентстве научных организаций (2017–2018) и при Министерстве науки и высшего образования Российской Федерации (с 2020).

## Научные интересы и достижения
Морфология, филогения и эволюция позвоночных животных; биостратиграфия палеогена и неогена; палеобиогеография; палеоэкология; эволюция органического мира; антропогенез.
Основные научные достижения в области морфологии, филогении и эволюции мезозойских и раннекайнозойских млекопитающих, а также юрских и меловых зверообразных и динозавров; открыл более 130 новых видов и свыше 60 родов, выделил 20 новых высоких таксонов; впервые описал мезозойских млекопитающих с территории России; открыл три местонахождения раннемеловых млекопитающих (2012—2013 годы) и два местонахождения динозавров (2018 год) в Монголии; организовал Совместную Российско-Кубинскую палеонтологическую экспедицию и палеонтологические исследования во Вьетнаме, масштабные раскопки в пещере Таврида в Крыму; исследовал древнейших представителей насекомоядных, грызунов и зайцеобразных, а также базальных плацентарных, разработал модели их происхождения и ранней эволюции, модифицировал системы этих групп, предложил новую систему класса млекопитающих на уровне надотрядных таксонов.
В 2024 году во главе группы российских ученых описал мерзлую мумию детеныша саблезубой кошки гомотерия из плейстоцена Якутии – исследование этой первой находки мумифицированных саблезубых кошек стало мировой научной сенсацией.

## Награды и премии, признание
- 2002 — Премия имени академика В.Е. Соколова.
- 2003 — Медаль Российской академии наук для молодых ученых в области общей биологии.
- 2004 — Премия Х. Раусинга.
- 2004 — Премия Международной академической издательской компании «Наука/Интерпериодика» за лучшие публикации.
- 2005 — Медаль Европейской академии наук для молодых ученых.
- 2006 — Премия Х. Раусинга.
- 2012 — Медаль А.А. Борисяка «За развитие палеонтологии».
- 2014 — Премия имени А. Н. Северцова, за цикл работ «Ранние этапы эволюции и филогения млекопитающих».
- 2019 — Медаль «Почетный палеонтолог» Института палеонтологии Академии наук Монголии.
- 2020 — Почетное звание «Почетный работник науки и высоких технологий Российской Федерации» (Минобрнауки России).
- 2020 — Почетная грамота Федерального агентства по недропользованию.
- 2021 — Медаль ордена «За заслуги перед Отечеством» II степени[11].
- 2021 — Нагрудный знак «За вклад в экологическое просвещение» (Министерство экологии, природопользования и лесного хозяйства Республики Саха (Якутия)).
- 2021 — Медаль «За вклад в реализацию государственной политики в области научно-технологического развития» (Минобрнауки России).
- 2021 — Медаль «За доблестный труд» Республики Крым.
- 2022 — Нагрудный знак «Отличник разведки недр» (Минприроды России).
- 2022 — Почетное звание «Почетный деятель науки и техники города Москвы».
- 2023 — Медаль Ю.А. Орлова «За вклад в развитие и популяризацию палеонтологии».
- 2023 — Нагрудный знак «Почетный наставник» (Минобрнауки России).
- 2024 — Юбилейная медаль «300 лет Российской академии наук».

В честь А. В. Лопатина назван:
- Hapalodectes lopatini Solé, De Bast, Yang, Li et Smith, 2017 — вымерший вид гапалодектов, хищных млекопитающих из среднего палеоцена Китая[12].

## Членство в организациях
- 1990 — Териологическое общество
- 1993 — Московское общество испытателей природы (МОИП)
- 2003 — Палеонтологическое общество.